# Alfred Rehder
Alfred Rehder (* 4. September 1863 in Waldenburg (Sachsen); † 25. Juli 1949 in Jamaica Plain, Massachusetts) war ein deutsch-US-amerikanischer Gärtner und Botaniker mit Schwerpunkt auf Dendrologie. Rehder war der wohl bedeutendste Dendrologe seiner Zeit. Sein offizielles botanisches Autorenkürzel lautet „Rehder“.

## Leben
Rehders Vater war Parkdirektor in Waldenburg. Den Gärtnerberuf erlernte Alfred Rehder von seinem Vater. Er besuchte das Gymnasium in Zwickau.
Am Botanischen Garten Berlin begann 1884 seine berufliche Laufbahn. Hier vertiefte er sein botanisches Wissen durch den Besuch von Vorlesungen unter anderem bei Paul Friedrich August Ascherson und August Wilhelm Eichler. 1886 ging er nach Frankfurt am Main, ein halbes Jahr später an den Park von Muskau. Dort lernte er seine spätere Frau, die Tochter des dortigen Parkdirektors, kennen. Ein Jahr darauf, im Jahre 1888, wechselte er an den Botanischen Garten Darmstadt.
Wiederum ein Jahr später wechselte er an den Botanischen Garten Göttingen, wo er vom 1. April 1889 bis zum 30. Juni 1895 Obergärtner war. Während seiner Zeit in Göttingen wurde er unabhängiger Mitarbeiter mehrerer gärtnerischer Fachzeitschriften. Daneben war er auch bei der Anlegung des von Albert Peter (1853–1937) 1890 initiierten botanischen Alpenpflanzengartens auf dem Brocken im Harz beteiligt. 1895 wurde Rehder in Erfurt zweiter Redakteur bei einer der führenden Fachzeitschriften, Möllers Deutscher Gärtnerzeitung. Die Redaktion entsandte ihn 1898 für ein halbes Jahr in die USA, wo er Gehölze sowie den Obst- und Weinbau in den nordöstlichen US-Bundesstaaten studieren sollte. Dort lernte er Charles Sprague Sargent, den Direktor des der Harvard University angegliederten Arnold-Arboretums, gelegen in Jamaica Plain in Massachusetts, kennen.
Rehder nahm die US-amerikanische Staatsangehörigkeit an, brach jedoch nie seine Verbindungen nach Deutschland ab.
1913 verlieh ihm die Harvard University den Titel „Master of Arts“. 1914 wurde er in die American Academy of Arts and Sciences gewählt. Er war von 1918 bis 1940 Kurator des Arnold-Arboretums. 1934 wurde er zum „Associate Professor of Dendrology“ an der Harvard University ernannt.
Rehder war Begründer des Journal of the Arnold Arboretum, das von 1919 bis 1990 als vierteljährliche Fachzeitschrift erschien. Er arbeitete maßgeblich an der Systematisierung der von Ernest Henry Wilson in China gesammelten Pflanzen mit. Rehder schuf auch das erste System isothermischer Zonen für die USA, das die geographischen Wintertemperaturen mit der Winterhärte der Pflanzen in Verbindung brachte.

## Ehrungen
Die Pflanzengattungen Rehdera Moldenke aus der Familie der Verbenengewächse (Verbenaceae), Rehderodendron Hu aus der Familie der Storaxbaumgewächse (Styracaceae) und Rehderophoenix Burrett aus der Familie der Palmen (Arecaceae) sind nach ihm benannt worden. Die Gattung Rehsonia Stritch aus der Familie der Hülsenfrüchtler (Fabaceae) ehrt Rehder und Ernest Henry Wilson.

## Werke
Das Werk Rehders umfasst etwa 1000 Publikationen. Rehders wohl bekanntestes Werk ist das 1927 erstmals erschienene Manual of Cultivated Trees and Shrubs, Hardy in North America, das sozusagen zur „Bibel des Dendrologen“ avancierte. Sein umfassendstes Einzelwerk hingegen ist die 1949 veröffentlichte Bibliography of Cultivated Trees and Shrubs Hardy in North America, ein wahres Mammutwerk, das Rehder auf etwa 150.000 Einzeldaten fußend in jahrzehntelanger Arbeit zusammenstellte. Hier eine kleine Auswahl seiner Werke:
- The Bradley Bibliography; a Guide to the Literature of the Woody Plants of the World Published before the Beginning of the Twentieth Century. In: Publications of the Arnold Arboretum, Nr. 3. Vorwort: Charles Sprague Sargent. Riverside Press 1915, doi:10.5962/bhl.title.50453, Textarchiv – Internet Archive
- mit Ernest Henry Wilson: A Monograph of Azaleas. Rhododendron subgenus Anthodendron. University Press, Cambridge 1921, doi:10.5962/bhl.title.25818, doi:10.5962/bhl.title.51369, doi:10.5962/bhl.title.55595
- Manual of Cultivated Trees and Shrubs, Hardy in North America. 1927; überarbeitete zweite Auflage 1940.
- Bibliography of Cultivated Trees and Shrubs Hardy in North America. 1949 doi:10.5962/bhl.title.60035
- Plantae Wilsonianae, zusammen mit Ernest Henry Wilson